# Филофей (Михаилидис)
Митрополит Филофей (греч. Μητροπολίτης Φιλόθεος; ?, Константинополь — 15 декабря 1916, Константинополь, Османская империя) — епископ Константинопольской православной церкви, митрополит Мириофитский и Перистасейский (1908—1916).

## Биография
Родился в Константинополе. В 1894 году окончил Халкинскую богословскую школу.
С 1896 по 1899 год был протосинкеллом в Дидимотихской и Драмской митрополии, а с 1900 по 1902 год — в Силиврийской митрополии.
13 февраля 1903 года был избран для хиротонии во епископа Хариопольского. 2 марта 1903 года был хиротонисан во епископа Хариопольского, викария Ираклийский митрополии. Хиротонию совершили: митрополит Ираклийский Григорий (Калидис), митрополит Кассандрийский Леонтий (Елевфериадис) и епископ Метрский и Атирский Иоаким (Панайотов).
11 марта 1908 года назначен управляющим Мириофитской и Перистасейской митрополией. В январе 1909 года был возведён в достоинство митрополита.
Скончался 15 декабря 1916 года в Константинополе и похоронен в Свято-Троицком монастыре на острове Халки.